# Prince – Sign O’ the Times
Prince – Sign O’ the Times ist ein Konzertfilm des US-amerikanischen Musikers Prince. Die letzten vier Konzerte im Juni seiner Europatournee von 1987 wurden gefilmt. Die Aufnahmen wurden zusammengeschnitten und mit Szenen ergänzt, die in Prince’ Paisley Park Studio in Chanhassen in Minnesota gedreht wurden.
Der Konzertfilm kam am 20. November 1987 in die US-amerikanischen Kinos. Kinostart in Deutschland war am 17. März 1988. Die Setlist basiert auf der Titelliste des Albums Sign “☮” the Times, die Musik zählt zu den Genres Funk, Popmusik, Rockmusik, Soul und Jazz. Der Konzertfilm spielte drei Millionen US-Dollar ein, womit er die Produktionskosten um lediglich 500.000 US-Dollar übertraf. Filmkritiker bewerteten den Film hingegen sehr positiv.

## Entstehung

### Tournee
Prince lehnte den Wunsch von Warner Bros. Records ab, die Sign-o’-the-Times-Tournee in den USA im Jahr 1987 fortzusetzen, und beschloss, die letzten vier Konzerte seiner Europatournee aufzuzeichnen und in den USA als Konzertfilm herauszubringen. Susan Rogers (* 1956), damalige Toningenieurin von Prince, erinnerte sich später, dass Prince „sehr schlecht gelaunt war“. „Er sagte: ‚Susan, ich brauche für morgen einen LKW mit mobilem Tonstudio, und zwar zügig. Das muss klappen, wir nehmen das Konzert auf und es muss perfekt sein, sonst werden Leute gefeuert!‘ und dann knallte er den Telefonhörer auf.“
Es wurde ein britisches Filmteam engagiert, das alle drei Konzerte in Rotterdam im Sportpaleis Ahoy am 26., 27. und 28. Juni sowie das Abschlusskonzert in Antwerpen im Sportpaleis am 29. Juni 1987 aufnahm.

### Nachbearbeitung im Studio
Nach Beendigung der Tournee stellte Prince fest, dass die einzelnen Tonspuren der mittels Mehrspurrekorder aufgezeichneten Aufnahmen nicht genügend voneinander getrennt waren. Er rief deshalb seine Tour-Band zusammen, um einzelne Parts im Sunset Studio in Los Angeles in Kalifornien und Paisley Park Studio in Chanhassen in Minnesota neu einzuspielen. Saxophonist Eric Leeds erinnerte sich: „Ich und Matt Blistan nahmen nahezu all unsere Bläser-Parts neu auf. Was aber wirklich verblüffend war, dass Sheila E. ihre gesamten Schlagzeug-Parts neu einspielte. Das war schwer!“ Das Bildmaterial erwies sich ebenfalls als problematisch; es stellte sich schnell heraus, dass die meisten Aufnahmen nicht für einen Film verwendbar sein würden. Laut Susan Rogers war es „einfach grässlich, unscharf und sah überhaupt nicht gut aus.“ Daher entschied Prince, ein komplettes Konzert auf der Bühne im Paisley Park Studio nachzuspielen. In der zweiten Julihälfte des Jahres 1987 wurden diverse Nahaufnahmen und Bühnenauftrittsszenen gedreht. Außerdem nahm Prince seinen Gesang und den seiner Band lippensynchron zu den vorliegenden Konzertaufnahmen aus Rotterdam und Antwerpen auf. Eric Leeds sagte später: „Als der Film fertig bearbeitet veröffentlicht wurde, bestand der Großteil der Filmaufnahmen, ungefähr 80 Prozent, aus denjenigen, die wir im Paisley Park drehten, weniger aus Filmmaterial von den eigentlichen Konzerten selbst.“
Die letzten Bearbeitungen betrafen die Setlist; die Songauswahl des Konzertfilms konzentriert sich auf die Songs des Doppelalbums Sign “☮” the Times aus dem Jahr 1987. Lediglich Little Red Corvette stammt vom Album 1999 aus dem Jahr 1982 und Now’s the Time – eine Coverversion des Jazz-Klassikers von Charlie Parker aus dem Jahr 1945. Der Song U Got the Look – ein Duett mit Sheena Easton – wurde bei der Europatournee nicht live gespielt; im Konzertfilm wurde er als Musikvideo nachträglich ergänzt. Kiss – im Jahr 1986 ein Nummer-eins-Hit in den USA – war in der ursprünglichen Version des Konzertfilms ebenfalls enthalten, wurde aber im letzten Moment herausgeschnitten.
Der Film wurde Ende August 1987 fertiggestellt und Prince wollte ihn so schnell wie möglich veröffentlichen. Nach dem kommerziellen Misserfolg seinen vorangegangenen Films Under the Cherry Moon – Unter dem Kirschmond aus dem Jahr 1986 weigerte sich die Filmabteilung Warner Bros. Entertainment jedoch, Prince – Sign O’ the Times zu unterstützen. Zudem war Warner Bros. der Meinung, Konzertfilme seien für einen Sommer besser geeignet und Prince solle deshalb bis zum Sommer 1988 warten. Daraufhin schloss Prince’ damaliges Management einen Vertrag mit dem Filmvertrieb Cineplex Odeon Films ab, der Prince – Sign O’ the Times bereits im November 1987 in den USA veröffentlichte. Gemäß Marylou Badeaux, damals Vizepräsidentin von Warner Bros. Records, hielt eine Reihe von Leuten den Erscheinungstermin für einen Fehler, was Prince jedoch als einen Versuch angesehen habe, ihm Steine in den Weg zu legen. Alan Leeds (* 1947), der um fünf Jahre ältere Bruder von Saxophonist Eric Leeds und damalige Tourmanager von Prince, meinte: „Drastisch formuliert war der Film für Prince die Möglichkeit, um die US-Tournee herumzukommen. Niemand war begeistert von der Filmidee.“

## Handlung
Die zwischen den einzelnen Songs in kurzen Spielszenen auf der Bühne ablaufende, angedeutete Handlung wurde im Paisley Park Studio gedreht.
Eine junge Frau – gespielt von der Tänzerin Cat Glover – führt eine Beziehung zu ihrem Freund, der von Tänzer Greg Brooks dargestellt wird. Diese Beziehung gestaltet sich jedoch problematisch und als Prince in das Leben der beiden tritt, entsteht eine Dreiecksbeziehung. Die Spannungen und Schwierigkeiten ziehen sich durch den gesamten Film, wobei die oberflächliche Handlung auf ein Minimum reduziert bleibt, da die Musik im Vordergrund steht.

## Titelliste und Veröffentlichungen
| 1                                                    | Intro                                                | 18. Juli 1987−23. Juli 1987: Paisley Park Studio, Chanhassen                      | 1:52  | 1987: Prince – Sign O’ the Times                  |
| 2                                                    | Sign “☮” the Times                                   | 27. Juni 1987: Ahoy Rotterdam, Rotterdam                                          | 4:34  | 1987: Sign “☮” the Times                          |
| 3                                                    | Play in the Sunshine                                 | 27. Juni 1987: Ahoy Rotterdam, Rotterdam                                          | 3:53  | 1987: Sign “☮” the Times                          |
| 4                                                    | Little Red Corvette                                  | 26. Juni 1987: Ahoy Rotterdam, Rotterdam 27. Juni 1987: Ahoy Rotterdam, Rotterdam | 1:51  | 1982: 1999                                        |
| 5                                                    | Housequake                                           | 28. Juni 1987: Ahoy Rotterdam, Rotterdam 29. Juni 1987: Sportpaleis, Antwerpen    | 3:45  | 1987: Sign “☮” the Times                          |
| 6                                                    | Slow Love                                            | 26. Juni 1987: Ahoy Rotterdam, Rotterdam 27. Juni 1987: Ahoy Rotterdam, Rotterdam | 4:46  | 1987: Sign “☮” the Times                          |
| 7                                                    | I Could Never Take the Place of Your Man             | 27. Juni 1987: Ahoy Rotterdam, Rotterdam                                          | 8:27  | 1987: Sign “☮” the Times                          |
| 8                                                    | Hot Thing                                            | 28. Juni 1987: Ahoy Rotterdam, Rotterdam                                          | 5:49  | 1987: Sign “☮” the Times                          |
| 9                                                    | Now’s the Time a                                     | 27. Juni 1987: Ahoy Rotterdam, Rotterdam                                          | 5:03  | 1945: The Charlie Parker Story                    |
| 10                                                   | U Got the Look (Musikvideo, Duett mit Sheena Easton) | 16. Juni 1987: Palais Omnisports de Paris-Bercy, Paris                            | 5:08  | 1987: Sign “☮” the Times                          |
| 11                                                   | If I Was Your Girlfriend                             | 27. Juni 1987: Ahoy Rotterdam, Rotterdam                                          | 5:15  | 1987: Sign “☮” the Times                          |
| 12                                                   | Forever In My Life It                                | 28. Juni 1987: Ahoy Rotterdam, Rotterdam 29. Juni 1987: Sportpaleis, Antwerpen    | 11:09 | 1987: Sign “☮” the Times 1987: Sign “☮” the Times |
| 13                                                   | It’s Gonna Be a Beautiful Night                      | 28. Juni 1987: Ahoy Rotterdam, Rotterdam                                          | 7:56  | 1987: Sign “☮” the Times                          |
| 14                                                   | The Cross                                            | 27. Juni 1987: Ahoy Rotterdam, Rotterdam                                          | 6:26  | 1987: Sign “☮” the Times                          |
| 15                                                   | End Credits                                          | 18. Juli 1987−23. Juli 1987: Paisley Park Studio, Chanhassen                      | 5:16  | 1987: Prince – Sign O’ the Times                  |
| Spieldauer: 81:13                                    |                                                      |                                                                                   |       |                                                   |
| Autor aller Songs ist Prince a Autor: Charlie Parker |                                                      |                                                                                   |       |                                                   |

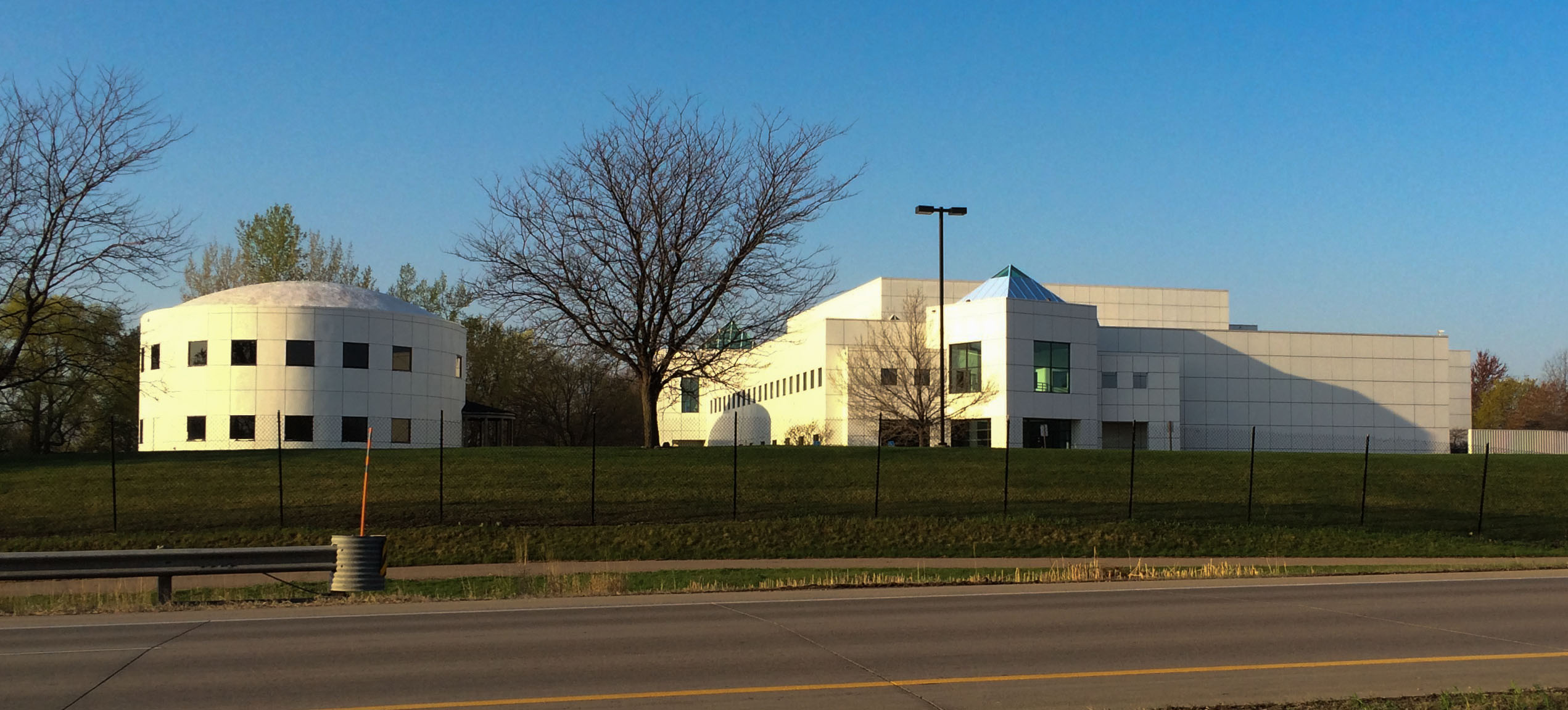
Paisley Park Studio, 2015

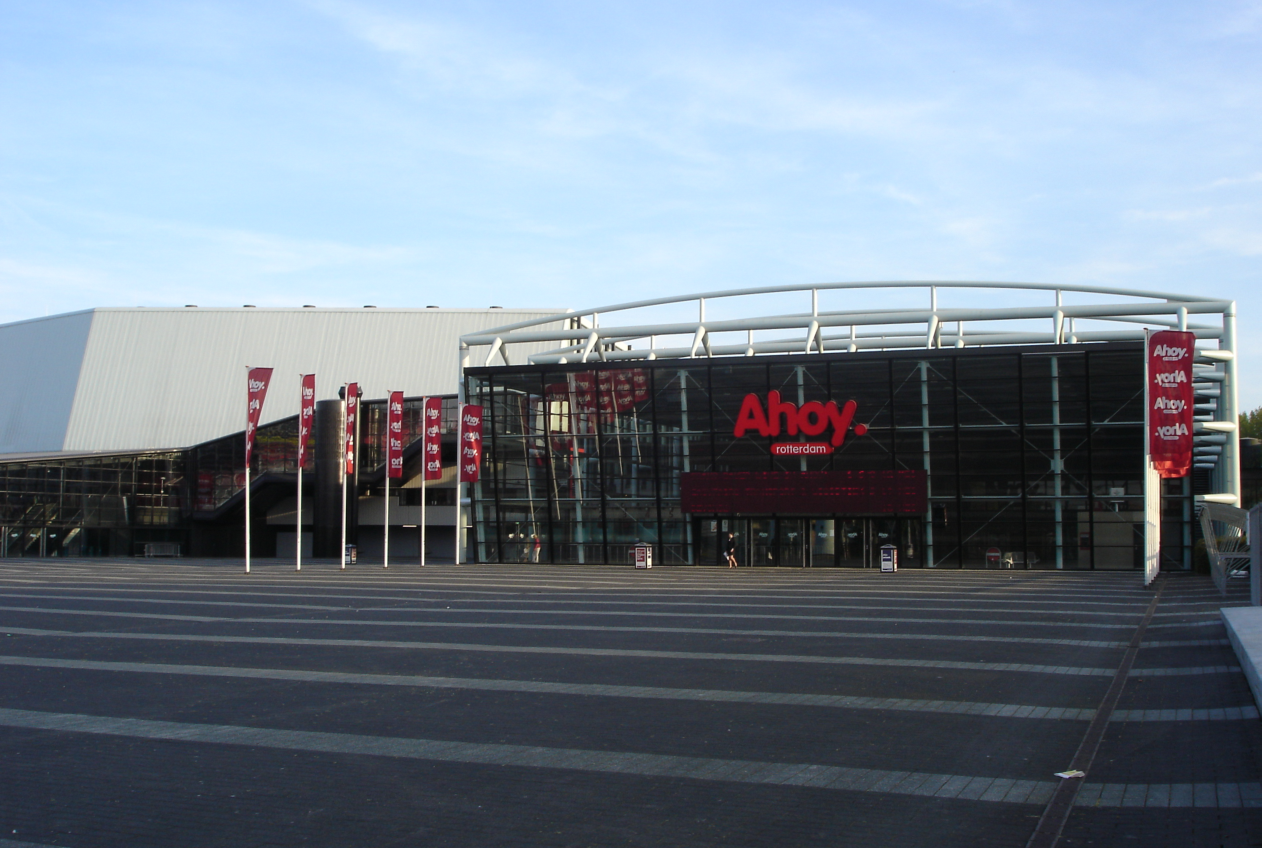
Ahoy Rotterdam, 2007

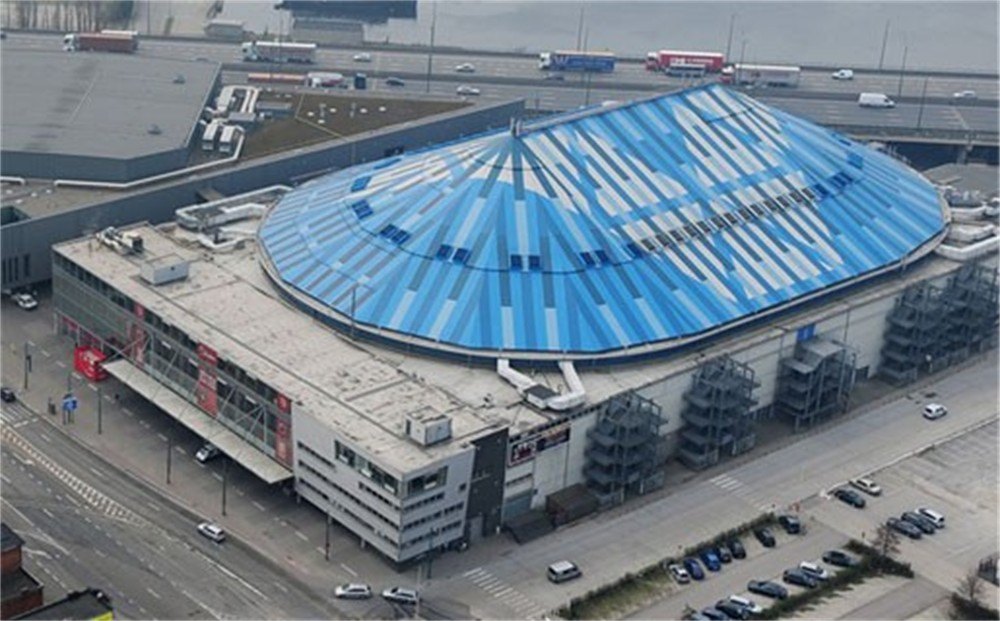
Sportpaleis in Antwerpen, 2014

Die drei Songs Little Red Corvette, Housequake und Slow Love bestehen aus einem Zusammenschnitt der genannten Konzerte. Die Stücke Forever In My Life und It spielt Prince in einem Medley und bestehen ebenfalls aus einem Zusammenschnitt von zwei Konzerten. Intro und End Credits werden auf der Tracklist der DVD nicht erwähnt; das Stück End Credits ist eine Instrumental-Studioversion vom Song Sign “☮” the Times und im Abspann zu hören.
Der Konzertfilm lief am 20. November 1987 in 250 US-Kinos in 30 Großstädten an und konnte drei Millionen US-Dollar – damals ungefähr fünf Millionen DM – einspielen; die Produktionskosten betrugen 2,5 Millionen US-Dollar. Am 17. März 1988 kam der Film in Deutschland in die Kinos, in der DDR erst am 10. März 1989. Am 5. Mai 1988, also knapp ein Jahr vor dem Kinostart in der DDR, erschien Prince – Sign O’ the Times auf VHS, Betamax und Laserdisc. Die Erstausstrahlung im deutschen Fernsehen lief am 1. Juli 1990 auf dem Sender DFF 1 und 2005 wurde der Konzertfilm auf DVD veröffentlicht, 2012 auch auf Blu-ray Disc.
Am 13. September 2019 erschien Prince – Sign O’ the Times in einer Sonderausgabe als „Limited Deluxe Edition“ auf zwei DVDs und auf zwei Blu-rays. Die Sonderausgabe ist im Format eines Schallplattencovers gestaltet, das aufklappbar ist und worin die insgesamt vier Discs platziert sind. Auf der jeweiligen Disc I ist der 85-minütige Konzertfilm zu sehen, auf der jeweiligen Disc II ist Bonusmaterial in einer Gesamtlänge von 282 Minuten vorhanden. Das Vorwort im 16-seitigen Booklet stammt von dem US-amerikaner Jeremiah Freed, der seit Mai 2008 unter seinem Pseudonym DrFunkenberry als Prince-Blogger bekannt ist. Die Liner Notes verfasste der niederländische Musikjournalist Edgar Kruize (* 1974) in Zusammenarbeit mit seinem Landsmann jooZt Mattheij (* 1970), Chefredakteur bei Princevault.com. Sowohl das Vorwort als auch die Liner Notes sind in englischer und deutscher Sprache zu lesen.
Abgesehen von den Fotos im Booklet enthält die Sonderausgabe fünf separate Fotos mit den Maßen 210 × 296 mm, die einer Postkarte-ähnlich gestaltet sind. Außerdem ist ein Nachdruck vom Original-Tour-Poster aus dem 1987 mit den Maßen 590 × 840 mm integriert. Die Fotos wurden unter anderem von Jeff Katz gemacht, der Prince von 1985 bis 1996 regelmäßig fotografierte. Die Limited Deluxe Edition wird ausschließlich von dem im Jahr 2004 in Deutschland gegründetem Unternehmen Turbine Medien vertrieben und ist auch nur im deutschsprachigen Raum wie Deutschland, Österreich und in der Schweiz erhältlich. Außerhalb der genannten Länder kann sie nur als Import käuflich erworben werden. Die Sonderausgabe ist auf weltweit 3.000 Einheiten limitiert.

## Rezeption

### Kritiken
Bereits die Sign-o’-the-Times-Europatournee wurde von der Presse durchweg positiv bewertet. „Prince ist der King“ oder „Prince’ Rock-Kathedrale“ lauteten Überschriften nach dem Tourneeauftakt im Isstadion. Die Abendzeitung schrieb über Prince, er sei der „Mozart des Rock.“ Der Tagesspiegel meinte: „Superstar – hier ist das Wort einmal gerechtfertigt.“ Die Süddeutsche Zeitung äußerte sich über eines der Konzerte: „Sein Konzert an diesem Abend stellt fast alle Pop-Großereignisse der letzten Jahre in den Schatten“. Die Rheinische Post meinte: „Wenn Tennis-Jungstar Steffi Graf und die grellbunte Sängerin Nina Hagen dasselbe Konzert besuchen, dann muß das Objekt des gemeinsamen Interesses schon mehr zu bieten haben als nur eine konventionelle Rock- und Pop-Show […] Mit schier irrsinnigem Aufwand stellt das Multitalent alles in den Schatten, was bisher auf deutschen Bühnen geboten wurde.“ Die Berliner Morgenpost fragte: „Wie soll man ein Konzert beschreiben, das nicht zu beschreiben ist? Wie die Ekstase deutlich machen, in die Prince seine Fans in der ausverkauften Deutschlandhalle versetzte? Wie die Ausstrahlung wiedergeben, die von diesem kleinen Derwisch des Rock ausgeht? […] Er hat die Zeichen der Zeit gesetzt, eine Show geliefert, die für die Zukunft richtungsweisend ist. Nicht einfach Musik, sondern gleichsam Theater, Dramatik und dieser gewisse Touch Genialität, den man braucht, um zu den wirklich Großen in dieser harten Branche zu zählen […] Welcher Musiker kann Prince überbieten?“ In den Nürnberger Nachrichten war zu lesen: „Die furiose Bühnenshow des amerikanischen Allround-Genies setzt Maßstäbe im sensationsgewöhnten Showbusiness: Prince kam, sang und siegte […] Der kleine Prinz ist der Größte.“
Einige Kritiker verglichen Prince – Sign O’ the Times mit dem hochgelobten Konzertfilm Stop Making Sense von den Talking Heads aus dem Jahr 1984. Das US-Musikmagazin Rolling Stone kommentierte: „Prince und Band in absoluter Höchstform – der beste Rock-Act, den es heutzutage auf der Bühne gibt.“ Die Philadelphia Daily News sah im Film die Bestätigung, dass Prince das „provokanteste Für-alle-Sexsymbol in der Pop-Arena seit Elvis Presley“ sei. The New York Times schrieb: „Jeder, der Prince bisher noch nicht ernst nehmen wollte, wird von diesem Film überrascht sein. Prince ist ein routinierter Künstler mit einem sicheren Gespür für seine Wirkung aufs Publikum.“ Das britische Magazin Sky bezeichnete den Film als „den größten Konzertfilm aller Zeiten“. Hans Hoff meinte in der Rheinischen Post: „Wo ansonsten seit der Jahrzehntwende stets nur Mittelmäßigkeit Triumphe feiert und belanglose Interpreten wie Bruce Springsteen, Michael Jackson und U2 zu Ruhm und Ehren kamen, steht inzwischen nur noch ein Name für musikalischen und show-technischen Fortschritt: Prince Rogers Nelson.“ Der Autor und Musiker Lorenz Schröter – in den 1980er Jahren als Lorenz Lorenz bekannt – sagte: „Seine Musik ist nicht wie ein Orgasmus, sondern ich wollte, ein Orgasmus wäre so wie seine Musik.“
Im Lexikon des internationalen Films ist zu lesen: „Konzertmitschnitt der Europa-Tournee des Popmusikers Prince. Ein durch seine filmische Geschlossenheit, musikalische Bandbreite und mitreißende Rhythmen überzeugender Film, dessen Akteure durch Spielwitz und -freude für sich einnehmen. Für Fans zeitgenössischer und zukunftsweisender Rockmusik hörens- und sehenswert.“

### Auszeichnungen für Musikverkäufe
| Land/Region                  | Auszeichnungen für Musikverkäufe (Land/Region, Auszeichnung, Verkäufe) | Verkäufe |
| ---------------------------- | ---------------------------------------------------------------------- | -------- |
| Vereinigte Staaten (RIAA)    | Platin                                                                 | 100.000  |
| Vereinigtes Königreich (BPI) | Gold                                                                   | 25.000   |
| Insgesamt                    | 1× Gold · 1× Platin ·                                                  | 125.000  |

Der in den USA am 5. Mai 1988 auf VHS veröffentlichte Konzertfilm erreichte am 10. Januar 1989 für 100.000 verkaufte Exemplare Platinstatus, und am 28. März 2025 im Vereinigten Königreich Goldstatus.

### Preise
Prince wurde für den Film mit folgenden Preisen geehrt: Am 12. Mai 1988 gewann er bei den Minnesota Music Awards in den beiden Kategorien „Production/Movie/Theatrical  (Produktion/Film/Theater)“ und „Production/Multi Media Scores (Produktion/Multimediapartituren)“. Außerdem wurde der Film am 11. Dezember 2016 von der Organisation Boston Society of Film Critics in der Kategorie „Special Award for Best Rediscoveries (Sonderpreis für die besten Wiederentdeckungen)“ ausgezeichnet. Diesen Preis erhielt Prince allerdings postum, weil er im April 2016 überraschend starb.